# Kim Hyung-wook

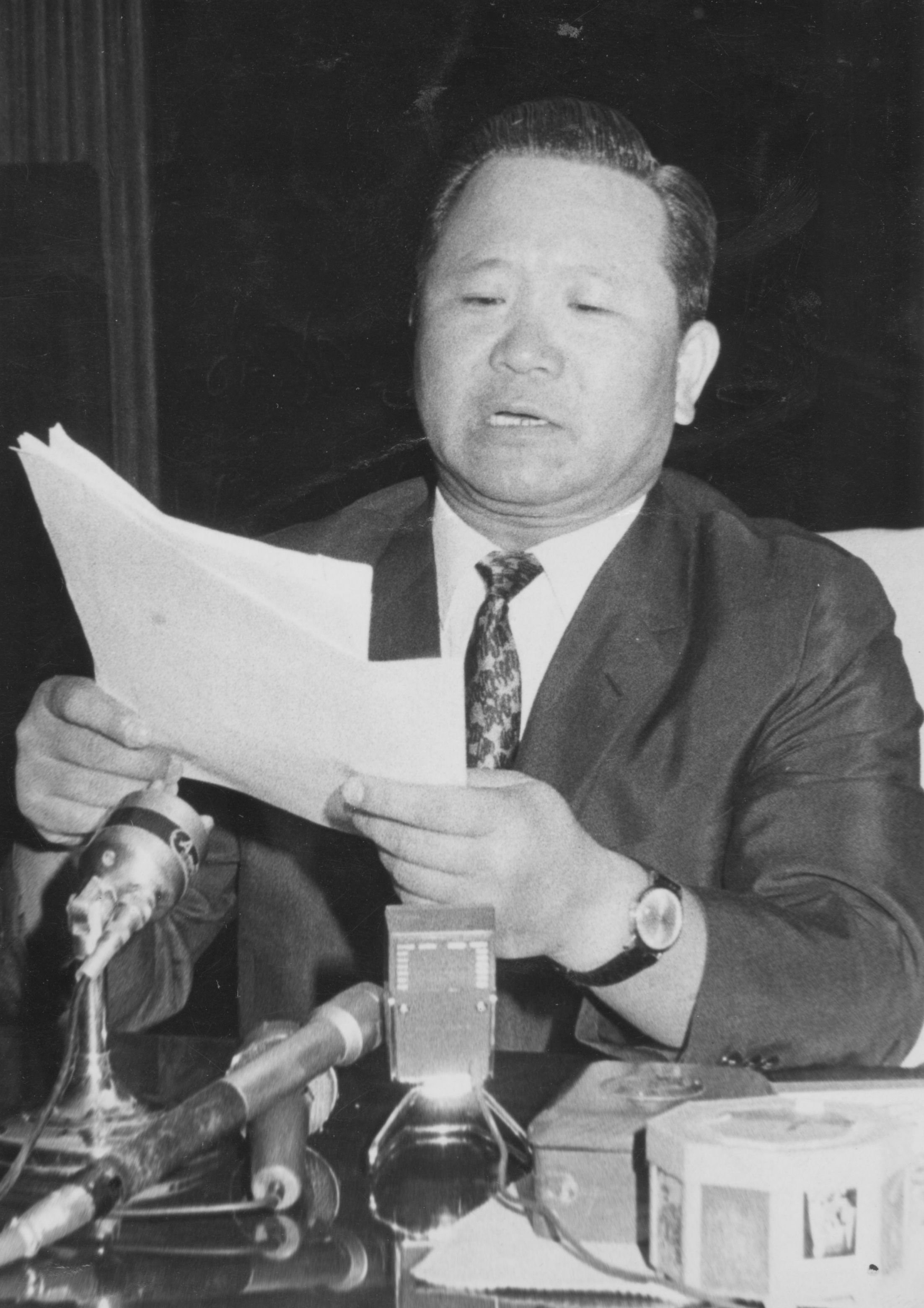
Kim Hyung-wook, 27. August 1968

Kim Hyung-wook (* 16. Januar 1925 in Sinch'ŏn-gun, Korea; † 8. Oktober 1979 Paris, Frankreich) war ein südkoreanischer Geheimdienstoffizier, der von 1963 bis 1969 als Direktor des National Intelligence Service amtierte.

## Leben
Kim Hyung-wook ging mit Park Chung-hee zur Militärakademie und nahm mit ihm am Putsch im Mai 1961 teil. In der 1963 gegründeten Democratic Republican Party (DRP) war Kim Hyung-wook neben Chang Ki-young, Kim Sung-kon und Lee Hu-rak mit dem politischen Fundraising befasst. General Kim Hyung-wook leitete von 1963 bis 1969 die Korean Central Intelligence Agency (KCIA). 1967 entführten Mitarbeiter des südkoreanischen Geheimdienstes in der Bundesrepublik Deutschland illegal 17 Koreaner (vgl. Extraordinary rendition). Nachdem die Entführten teilweise zum Tod verurteilt und hingerichtet waren, rief Außenminister Willy Brandt den Botschafter Franz Ferring zu Beratungen nach Bonn. In den 1960ern hatte Kim Hyung-wook das Bundesverdienstkreuz erhalten.
1970 wurde Kim Hyung-wook Parlamentsabgeordneter im Gukhoe. 1973 reiste Kim Hyung-wook in die USA aus. Am 22. Juni 1977 trat Kim Hyung-wook als Zeuge in einer öffentlichen Anhörung zum Koreagate vor der US-Kongress auf und wurde mehrere Stunden befragt. In seinen Antworten ging Kim Hyung-wook auch auf die Rolle der Vereinigungskirche ein. Er erklärte, dass Moon Sun-myung und Pak Bo-hi auf der Gehaltsliste des von ihm vormals geleiteten Nachrichtendienstes gestanden hätten. Kim Hyung-wook schrieb seine Memoiren und verkaufte ein Exemplar an Park Chung-hee, dieser glaubte die Urheberrechte erworben zu haben. Kim Hyung-wook ließ seine Memoiren in Japan verlegen. 
Im Oktober 1977 verschwand Kim Hyung-wook aus Paris. Es gibt verschiedene Versionen eines Mordkomplotts aus Kreisen der südkoreanischen Regierung oder ihres Geheimdienstes.